# Українсько-кабовердійські відносини
Українсько-кабовердійські відносини — відносини між Україною та Республікою Кабо-Верде.
Кабо-Верде визнала незалежність України 16 січня 1992 року. Країни встановили дипломатичні відносини 25 березня 1992 року.
Інтереси громадян України в Республіці Кабо-Верде захищає Посольство України в Сенегалі. Політичними та економічними питаннями займається Посольство України в Португалії.

## Торгівля
Торгівля з Кабо-Верде має епізодичний характер. За даними Держстату України, в 2020 року товарообіг між державами склав 1,25 млн. дол. США.
Експорт з України становив 1,2 млн. дол. США (на 96% складався з м'яса та їстівних субпродуктів). Імпорт в Україну — 57,4 тис. дол. США (на 100% складався з риби та ракоподібних).